# 航空總隊 (航空自衛隊)
航空總隊（日语：／ Kōkūsōtai），是日本航空自衛隊的最高階組織之一，一元化統籌指揮空自麾下所有的戰鬥機部隊、防空部隊及警戒管制部隊，地位大約等同於他國空軍的「作戰司令部」及「防空司令部」的集合體，在自衛隊內部與陸自陸上總隊或海自自衛艦隊同等級。與國外或歷史單位相比則相當於美國空軍的空戰司令部或舊日本陸軍航空隊的航空總軍。航空總隊由航空總隊司令官擔任指揮官，根據自衛隊法可以受防衛大臣直接指揮或監督。

## 組織概要
航空總隊司令部位於東京都多摩地域的橫田基地（該地同時也是駐日美軍橫田空軍基地），在「有事」之際，航空總隊將統籌指揮航空自衛隊麾下所有戰鬥機部隊（航空方面隊）、防空部隊（高射群）和日本全國各地的雷達站（警戒隊），並由航空總隊司令官領導指揮應變作戰；例如在彈道飛彈防衛的場合，航空總隊司令官奉首相及防衛大臣所下達的「執行彈道飛彈等之破壞措施」或防衛出動等行動命令，擔任包括海上自衛隊的神盾護衛艦在內的BMD聯合防衛部隊 指揮官。有鑑於其統籌指揮地位與跨國或跨軍種聯合作戰之重要性，故航空總隊司令官及副司令官皆由空將級軍官出任。
而為了提高與包括駐日部隊在內美軍在防空與彈道飛彈防衛相關的情報共享或聯合行動能力，以求實質提高空自的防空作戰能力，航空總隊司令部於2012年3月26日自府中基地遷移至橫田基地。其廳舍與美國空軍第5航空軍司令部廳舍相鄰接，而為了強化日美聯合行動的能力，兩廳舍間設有地下聯絡通道及共同聯合指揮所等設施。。

## 沿革
- 1956年（昭和31年）8月1日：於美國空軍強森基地成立「臨時航空訓練部」[6]
- 1957年（昭和32年）8月1日：臨時航空訓練部解散，並於府中基地改組為「航空集團」
- 1958年（昭和33年）8月1日：航空集團改編為「航空總隊」。同時成立總隊司令部和北部、中部航空方面隊
- 1961年（昭和36年）7月15日：西部航空方面隊成軍
- 1973年（昭和48年）10月16日：配合沖繩返還，集中所有進駐沖繩之各臨時部隊成立西南航空混成團
- 1981年（昭和56年）12月17日：飛行教導隊成軍。
- 1986年（昭和61年）4月5日：警戒航空隊成軍。
- 2011年（平成23年）
  - 3月28日：基地警備教導隊成軍。
  - 7月1日：新設「航空總隊副司令官」（空將）之職務[8]
- 2012年（平成24年）3月21日：航空總隊司令部及作戦情報隊、防空指揮群自府中基地遷移至横田基地。3月26日起開始運作[9]
- 2013年（平成25年）
  - 3月26日：航空支援集團麾下之航空救難團改由航空總隊直轄
  - 8月1日：新設「航空總隊戦術官」（空将補）之職務[11]
- 2014年（平成26年）
  - 3月26日：防空指揮群及程式管理隊廢止，並改編為作戰系統支援隊（初代隊司令由最後一任防空指揮群司令出任）[12]
  - 8月}1日：組織改編

  1. 航空總隊戦術官職位撤銷，新設航空戰術教導團[13]。
  2. 航空總隊司令部飛行隊廢止、同部隊所屬之電子戰支援隊改編為電子作戰群，並改隸於航空戰術教導團。支援飛行隊改編為中部航空方面隊司令部支援飛行隊，並改隸於中部航空方面隊。
- 2015年（平成27年）
  - 4月1日：新設「政策補佐官」之職務
- 2017年（平成29年）
  - 4月1日：政策補佐官改為「參事官」[14]
  - 7月1日：西南航空混成團升格改編為西南航空方面隊
- 2019年（平成31年）3月26日：防衛部演習企劃課改組為訓練課[15]
- 2020年（令和2年）3月26日：麾下部隊改編[16]。

1. 偵察航空隊廢止。
2. 警戒航空隊升格改編為警戒航空團。

- 2021年（令和3年）
  - 3月18日：於三澤基地新設臨時偵察航空隊[17]。
  - 7月1日：航空警戒管制團改編（從8個警戒群和20個警戒隊改為28個警戒隊）[18]
- 2022年（令和4年）12月15日：臨時偵察航空隊改編為偵察航空隊[19]。

## 部隊編成

航空自衛隊各航空方面隊配置圖（西南航空混成團（SCAD）於2017年升格改編為西南航空方面隊（SADF））

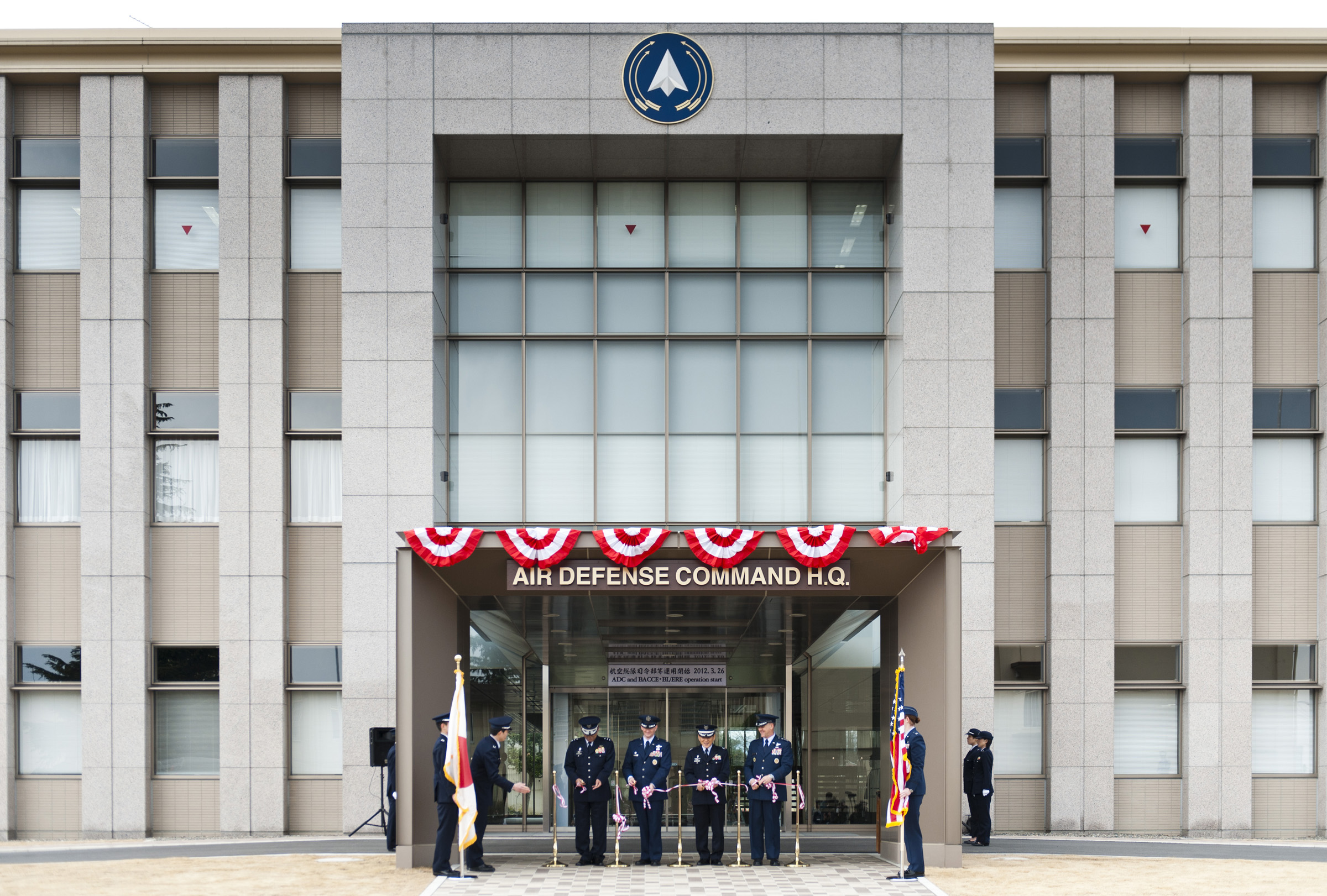
航空總隊司令部廳舍（横田基地）

- 航空總隊司令部 - （横田基地）
- 北部航空方面隊 - （司令部：三澤基地）
- 中部航空方面隊 - （司令部：入間基地）
- 西部航空方面隊 - （司令部：春日基地）
- 南西航空方面隊 - （司令部：那覇基地）

（航空總隊直轄部隊）
- 警戒航空團 - （司令部：濱松基地）
- 航空救難團 - （司令部：入間基地）
- 航空戰術教導團 - （司令部：横田基地）
- 作戦情報隊 - （横田基地）
- 作戰系統支援隊 - （横田基地）
- 偵察航空隊 - （三澤基地）

### 司令部編成
- 總務部
  - 總務課
  - 人事課
  - 會計課
  - 衛生福利課
- 防衛部
  - 防衛課
  - 運用課
  - 通信電子課
  - 訓練課[15]
- 裝備部
  - 計劃課
  - 整備課
  - 補給課
  - 設施課
- 情報課
- 監理監察官（日语：監察官）
- 法務官
- 醫務官
- 參事官

## 主要幹部
另可參考航空總隊司令官
| 官職名         | 階級    | 姓名       | 派令生效日期   | 前任職務                                 |
| -------------- | ------- | ---------- | -------------- | ---------------------------------------- |
| 航空總隊司令官 | 空將    | 谷嶋正仁   | 2024年12月20日 | 統合幕僚學校校長                         |
| 副司令官       | 空將    | 影浦誠樹   | 2023年8月29日  | 航空自衛隊幹部學校校長 兼 目黑基地司令官 |
| 幕僚長         | 空將補  | 松﨑勇樹   | 2024年8月2日   | 防衛装備廳計劃管理部 計劃管理統籌官      |
| 参事官         | 事務官  | 田中万盛   | 2023年4月1日   |                                          |
| 總務部長       | 1等空佐 | 寺川清司   | 2024年7月12日  | 航空自衛隊補給本部資料處理部長           |
| 防衛部長       | 空将補  | 上村博之   | 2025年03月24日 | 第8航空團司令官 兼築城基地司令           |
| 裝備部長       | 1等空佐 | 五十川淳   | 2022年8月28日  | 西南航空方面隊司令部装備部長             |
| 情報課長       | 1等空佐 | 森敏章     | 2023年3月16日  | 情報本部勤務                             |
| 監理監察官     | 1等空佐 | 古川義久   | 2024年3月4日   | 航空戰術教導團副司令官                   |
| 法務官         | 1等空佐 | 御簾納直樹 | 2024年8月1日   | 航空支援集團司令部法務官                 |
| 醫務官         | 1等空佐 | 若栗隆志   | 2025年3月31日  | 航空教育集團司令部醫務官                 |

| 代次 | 姓名     | 任職時間                        | 出身校・期別 | 前任職務                                 | 後任職務               |
| ---- | -------- | ------------------------------- | ------------ | ---------------------------------------- | ---------------------- |
| 01   | 齊藤治和 | 2011年7月1日 - 2012年1月30日    | 防大22期     | 北部航空方面隊司令官                     | 航空總隊司令官         |
| 02   | 秦啓次郎 | 2012年1月31日 - 2012年12月3日   | 防大21期     | 航空開發實驗集團司令官                   | 退役                   |
| 03   | 半澤隆彦 | 2012年12月4日 - 2013年8月21日   | 防大24期     | 西南航空混成團司令官                     | 航空支援集團司令官     |
| 04   | 吉田浩介 | 2013年8月22日 - 2015年3月29日   | 防大25期     | 航空自衛隊幹部學校校長 兼 目黑基地司令官 | 航空自衛隊補給本部部長 |
| 05   | 前原弘昭 | 2015年3月30日 - 2016年12月21日  | 防大27期     | 統合幕僚監部運用部長                     | 航空總隊司令官         |
| 06   | 小野賀三 | 2016年12月22日 - 2017年12月19日 | 防大26期     | 航空自衛隊幹部學校校長 兼 目黑基地司令官 | 退役                   |
| 07   | 武騰茂樹 | 2017年12月20日 - 2018年7月31日  | 防大28期     | 西南航空方面隊司令官                     | 航空總隊司令官         |
| 08   | 金古真一 | 2018年8月1日 - 2019年8月22日    | 防大30期     | 中部航空方面隊司令官                     | 航空支援集團司令官     |
| 09   | 上之谷寛 | 2019年8月23日 - 2021年12月21日  | 防大30期     | 西南航空方面隊司令官                     | 退役                   |
| 10   | 森田雄博 | 2021年12月22日 - 2023年8月28日  | 防大33期     | 中部航空方面隊司令官                     | 航空支援集團司令官     |
| 11   | 影浦誠樹 | 2023年8月29日 - 現任            | 防大33期     | 航空自衛隊幹部學校校長 兼 目黑基地司令官 |                        |

## 外部連結
- 航空総隊ホームページ （页面存档备份，存于）
- 横田基地ホームページ （页面存档备份，存于）
- 航空総隊(@JASDF_adc_pao) （页面存档备份，存于） - Twitter
- 航空自衛隊横田基地（@JasdfYokota） （页面存档备份，存于） - Twitter
- 航空総隊司令部、航空支援集団司令部、航空教育集団司令部、航空開発実験集団司令部、航空方面隊司令部及び航空団司令部組織規則（平成元年総理府令第10号） - e-Gov法令檢索（日語）